# Восточная Сибирь
Восто́чная Сиби́рь — природный регион в Сибири, включающий территорию от Енисея на западе до водораздельных хребтов, идущих вдоль Тихого океана, на востоке.

## География
Площадь Восточной Сибири — 7,2 млн км². Большая часть занята таёжным Среднесибирским плоскогорьем, сменяющимся на севере тундровыми низменностями, на юге и востоке — высокими горными хребтами Западных и Восточных Саян, горами Забайкалья и Колымского края. Здесь протекают крупнейшие реки России — Енисей и Лена.
Подразделяется на физико-географические страны:
- Средняя Сибирь;
- Алтае-Саяны (частично);
- Северо-Восточная Сибирь;
- Прибайкалье;
- Забайкалье.

В пределах Восточной Сибири расположены Красноярский и Забайкальский края, Иркутская область, республики Бурятия, Тыва и Якутия.
Крупнейший город Восточной Сибири — Красноярск; другие крупные города: Иркутск, Улан-Удэ, Чита, Якутск, Ангарск, Братск, Норильск.
Преобладающий тип растительности — тайга. Восточно-Сибирская тайга простирается от рубежей лесотундры на севере до границы с Монголией на юге на пространстве около 5 000 000 км², из которых 3 455 000 км² занято хвойными лесами.
Почвы и растительность таёжной зоны Восточной Сибири развиваются в более благоприятных условиях, чем в зонах тундры и лесотундры. Рельеф более пересечённый, чем в соседней Западной Сибири, на щебнистом элювии коренных пород формируются каменистые, нередко маломощные почвы.
Болотной местности в Восточной Сибири немного, встречается она главным образом в пределах низменностей на плоских, слабодренированных междуречьях.
В Восточной Сибири встречаются разнообразные ландшафты и растительные сообщества. Здесь можно встретить и арктические пустыни, и сухие степи, и тайгу, и своеобразные высокогорные ландшафты и лиственные леса на Таймыре.

## Часовой пояс
На территории Восточной Сибири действует три часовых пояса: Красноярское время, Иркутское время и Якутское время.

## Климат
Среднегодовая температура воздуха −16 °C (Верхоянск)…+1 °C (Южная Сибирь). Восточная Сибирь лежит в умеренном и холодном поясах. Климат Юга Восточной Сибири экстраконтинентальный (Баргузинский морфоклиматический район); умеренно континентальный (Назаровский и Красноярско-Канский морфоклиматические районы); резко континентальный (Ангаро-Ленский и Селенгинский морфоклиматические районы); предгорно-степной, степной (Койбальский и Удинский морфоклиматические районы).
Осадков выпадает меньше, чем в западных областях России, мощность снежного покрова обычно невелика, на севере повсеместно распространена вечная мерзлота.
Зима в северных районах долгая и холодная, температура достигает −40…−50 °C. Лето тёплое, на юге жаркое. Июль в Восточной Сибири местами теплее, чем в тех же широтах европейской части России, а солнечных дней больше.
Амплитуда колебаний летних и зимних температур достигает 40—65 °C, а в Восточной Якутии — 100 °C.

## Заповедники, национальные и природные парки
Заповедники
- Азас (Тува)
- Байкало-Ленский заповедник (Иркутская область)
- Байкальский заповедник (Бурятия)
- Баргузинский заповедник (Бурятия)
- Большой Арктический заповедник (Красноярский край)
- Витимский заповедник (Иркутская область)
- Даурский заповедник (Забайкальский край)
- Джергинский заповедник (Бурятия)
- Олёкминский заповедник (Якутия)
- Путоранский заповедник (Красноярский край)
- Саяно-Шушенский заповедник (Красноярский край)
- Сохондинский заповедник (Забайкальский край)
- Таймырский заповедник (Красноярский край)
- Тунгусский заповедник (Красноярский край)
- Убсунурская котловина (Тува)
- Усть-Ленский заповедник (Якутия)
- Центральносибирский заповедник (Красноярский край)

Национальные парки
- Алханай (Забайкальский край)
- Забайкальский национальный парк (Бурятия)
- Национальный парк «Красноярские Столбы» (Красноярский край)
- Прибайкальский национальный парк (Иркутская область)
- Тункинский национальный парк (Бурятия)
- Чикой (Забайкальский край)
- Шушенский бор (Красноярский край)

Природные парки
- Ергаки (Красноярский край)
- Ленские столбы (Якутия)
- Момский природный парк (Якутия)
- Сиинэ (Якутия)
- Усть-Вилюйский природный парк (Якутия)

## Гидрография
Восточная Сибирь «фасадом своим обращена к Северному Ледовитому океану» (так говорил о России вице-адмирал Степан Макаров).
Моря: Карское, Лаптевых и Восточно-Сибирское.
Крупные озёра: Байкал, Таймыр, Хантайское озеро, Лама, Пясино.
Крупные реки: Енисей, Лена, Вилюй, Селенга, Олёкма, Ангара, Алдан, Витим, Колыма, Индигирка, Яна, Нижняя Тунгуска, Хатанга и др. Длина всех рек 700 тысяч км.
Реки Восточной Сибири относятся к бассейну Северного Ледовитого океана.

## Ресурсы
В Восточной Сибири сосредоточено около половины всех лесных ресурсов России. Основное количество запасов древесины составляют ценные хвойные породы: лиственница, сосна обыкновенная, ель, сибирский кедр, пихта.
Восточная Сибирь занимает четверть площади России, здесь сосредоточено около 70 % запасов каменного и бурого угля России. Регион богат рудными месторождениями: железными рудами Коршуновского и Абаканского месторождений, Ангаро-Питского района, медно-никелевыми рудами Норильска, полиметаллами Алтая, бокситами Восточных Саян.
Территория лесов составляет около 3,9 млн км², в них запасено 38 млрд м³ древесины, ежегодно заготавливается примерно 60 млн м³.
В Восточной Сибири находится старейшее Бодайбинское месторождение золота в Иркутской области, месторождения Минусинской котловины и Забайкалья; Олимпиаднинское и другие месторождения золота в Красноярском крае. В Красноярском крае добывается значительное количество российской нефти. Восточная Сибирь богата нерудными ископаемыми: имеется слюда, графит, исландский шпат, стройматериалы, соли. Имеется также крупнейшее месторождение алмазов на границе Красноярского края и Якутии.